# Clarion (empresa)
Clarion Co., Ltd. (en japonés クラリオン株式会社, Kurarion Kabushiki-gaisha?) es una empresa japonesa fabricante de car audio, sistemas de navegación para automóviles, AutoPCs, equipos visuales, sistemas de comunicación, entre otros.
Hasta finales de 2005, los productos de esa marca en Japón eran comerciados bajo el nombre AddZest, mientras que en el resto del mundo se usaba el nombre Clarion. Eso cambió en 2006, cuando el logo de Clarion fue rediseñado y usado en todo el mundo de la misma forma. Desde 2019 es propiedad total de Faurecia Clarion Electronics.
La empresa tiene una estrecha relación con Nissan, ya que utiliza productos Clarion en exclusiva para sus vehículos y que, además, tiene un 6.25% de las acciones de dicho fabricante desde 2002.

## Concurso Chica Clarion
Anualmente, se celebra un concurso para seleccionar la Chica Clarion, quien sería la representante de los equipos car audio en campañas de publicidad, tanto en televisión como en la prensa durante el año de su elección. El concurso empezó en 1975 y hoy en día, es patrocinado por Fuji TV. Muchas modelos y actrices han logrado fama después de ganar ese concurso.[cita requerida]
Las ganadoras han sido:
| - 1975, Agnes Lum - 1976, Maile Dale - 1977, Sabine Kaneko - 1978, Mayumi Horikawa - 1979, Naomi Tanaka - 1980, Setsuko Karasuma - 1981, Yumi Hasegawa - 1982, Kaoru Ōtake - 1983, Emi Kagawa - 1984, Yuri Kurokawa - 1985, Masumi Miyazaki - 1986, Mika Shiokawa - 1987, Miki Kawashima - 1988, Renhō - 1989, Megumi Yūki - 1990, Reiko Katō | - 1991, Shōko Ueda - 1992, Shiho Shinjō - 1993, Noriko Tachikawa - 1994, Misa Takada - 1995, Chiaki Hara - 1996, Naoko Izumi - 1997, Rie Kasai - 1998, Sayo Aizawa - 1999, Natsu Tōdō - 2000, Ai Hazuki - 2001, Eliana Silva - 2003, Airi Tōriyama - 2004, Aoi - 2005, Miku Sano - 2006, Uri Yun.[cita requerida] |

## Relaciones OEM
Empresas con las que la firma ha mantenido una relación con el fabricante de equipo original (OEM) para proporcionarles distintos componentes:
| - Alfa Romeo - Citroën - Daihatsu - Fiat - Ford - General Motors - Hino Motors - Honda - Hyundai - Isuzu | - Land Rover - Mazda - Nissan - Peugeot - Porsche - Renault - Subaru - Suzuki - Toyota - Volkswagen[cita requerida] |